# Notobasis syriaca
Notobasis syriaca ist die einzige Pflanzenart aus der Gattung Notobasis in der Familie der Korbblütengewächse (Asteraceae).

## Merkmale
Notobasis syriaca ist ein einjähriger Schaft-Therophyt, der Wuchshöhen von 60 bis 150 Zentimeter erreicht. Die Blätter sind auf der Oberseite weißnervig und fast kahl. Ihre Unterseite ist wenig grauspinnwebig behaart. Die Stängelblätter sind mit breiten Köpfchen sitzend. Die obersten Stängelblätter umgeben die Köpfchen und sind beinahe reduziert auf steife, kräftige Dornen. Die Köpfchen sind blattachselständig. Die Hüllblätter sind behaart, kurz bedornt und spinnwebig. Die Röhrenblüten sind purpurn. Die Früchte sind braun, kahl und 5 bis 6 Millimeter lang. Der Pappus ist federig und 13 bis 15 Millimeter groß.
Die Blütezeit reicht von April bis Juni.
Die Chromosomenzahl beträgt 2n = 34.

## Vorkommen
Notobasis syriaca kommt im Mittelmeerraum vor. Auf Kreta wächst die Art auf Äckern, Brachland und trockenen Ruderalstellen in Höhenlagen von 0 bis 1050 Meter.

## Taxonomie
Synonyme für Notobasis syriaca (L.) Cass. sind: Carduus syriacus L., Cirsium syriacum (L.) Gaertn., Cnicus syriacus (L.) Roth, Cirsium bracteatum Link.

## Belege
- Ralf Jahn, Peter Schönfelder: Exkursionsflora für Kreta. Mit Beiträgen von Alfred Mayer und Martin Scheuerer. Eugen Ulmer, Stuttgart (Hohenheim) 1995, ISBN 3-8001-3478-0, S. 323.